# Agíasma (ort i Grekland, Östra Makedonien och Thrakien)
Agíasma (Agiasma) är en ort i Grekland.   Den ligger i prefekturen Nomós Kaválas och regionen Östra Makedonien och Thrakien, i den nordöstra delen av landet, 300 km norr om huvudstaden Aten. Agíasma ligger 6 meter över havet och antalet invånare är 843.
Terrängen runt Agíasma är mycket platt. Havet är nära Agíasma åt sydväst.  Närmaste större samhälle är Chrysoúpolis, 9,2 km norr om Agíasma. Trakten runt Agíasma består till största delen av jordbruksmark.